# Phân họ Lam cận
Họ Lam cận hay họ Tử cận (danh pháp khoa học: Fumariaceae Bercht. & J.Presl (1820)) là tên gọi để chỉ một họ thực vật có hoa. Họ này được một số nhà phân loại học công nhận. Họ này bao gồm một số chi được trồng làm cây cảnh, như Adlumia, Corydalis, Dicentra, Fumaria.
Tuy nhiên, các loài trong họ này nói chung thường được coi là một phân họ là phân họ Lam cận (danh pháp khoa học: Fumarioideae Eaton trong họ Anh túc (Papaveraceae).

## Đặc điểm
Các loài trong (phân) họ này có nhựa mủ, trừ các loài trong chi Hypecoum có thể có hoặc không. Lá mọc so le hay gần đối, dạng lá đơn hay kép. Khi là kép thì có thể là chụm ba, lông chim hay lông chim kép. Hoa mọc thành cụm dạng xim hay cành hoa, ít khi đơn độc. Bao hoa với đài và tràng hoa phân biệt. Các lá noãn đẳng số với bao hoa. Quả là dạng quả nang ít cùi thịt, không nẻ hay dạng quả có ngấn thành đốt (chi Hypecoum).

## Phân loại
Hệ thống APG II năm 2003, không thay đổi so với hệ thống APG năm 1998, cũng không công nhận họ này. Tuy vậy, APG cho phép một tùy chọn cho phép tách riêng họ này ra khỏi họ Anh túc. Cũng theo APG II, nếu chấp nhận họ này thì nó được đặt trong bộ Mao lương (Ranunculales), thuộc nhánh thực vật hai lá mầm thật sự. Theo định nghĩa này thì nó bao gồm cả các loài mà đôi khi được coi là một họ riêng (họ Giác hồi hương/Hypecoaceae) và vì vậy nó sẽ bao gồm khoảng 16-17 chi và khoảng 530 loài, phân bổ trong khu vực Bắc bán cầu và Nam Phi. Nó là tương tự như định nghĩa trong hệ thống Cronquist năm 1981, tuy nhiên trong hệ thống này thì người ta đặt họ này trong bộ Anh túc (Papaverales) của phân lớp Magnoliidae thuộc lớp Magnoliopsida [=thực vật hai lá mầm].
Hệ thống APG III năm 2009 không cho phép tách ra mà chỉ coi họ này như là phân họ Fumarioideae của họ Papaveraceae, với sự sáp nhập thêm của chi Pteridophyllum vào tông Hypecoeae của phân họ này.
Theo APG III thì phân họ này chứa các chi sau:
- Tông Fumarieae = Fumariaceae nghĩa hẹp
  - Phân tông Corydalinae
    - Adlumia: hà bao đằng.
    - Capnoides
    - Corydalis (bao gồm cả Cysticorydalis, Dissosperma, Roborowskia): tử cận, hoàng cận, diên hồ sách, cương cận.
    - Dactylicapnos (bao gồm cả Dactyliocapnos): tử kim long.
    - Dicentra (bao gồm cả Diclytra, Dielytra): hà bao mẫu đơn.
    - Ehrendorferia. Có thể là đồng nghĩa của Dicentra.
    - Ichtyoselmis. Có thể là đồng nghĩa của Dicentra.
    - Lamprocapnos. Có thể là đồng nghĩa của Dicentra.

  - Phân tông Fumariinae
    - Ceratocapnos (bao gồm cả Dissosperma)
    - Cryptocapnos
    - Cysticapnos (bao gồm cả Phacocapnos)
    - Discocapnos
    - Fumaria: tử cận quả tròn, lam cận.
    - Fumariola
    - Platycapnos
    - Pseudofumaria (bao gồm cả Pseudo-Fumaria)
    - Rupicapnos
    - Sarcocapnos
    - Trigonocapnos
- Tông Hypecoeae = họ Hypecoaceae + họ Pteridophyllaceae.
  - Hypecoum (bao gồm cả Chiazospermum): giác hồi hương.
  - Pteridophyllum: 1 loài (Pteridophyllum racemosum), đặc hữu của Nhật Bản.